# جوش كوبر (لاعب كرة قدم أمريكية)
جوش كوبر (بالإنجليزية: Josh Cooper)‏ هو لاعب كرة قدم أمريكية أمريكي، ولد في 8 يناير 1989 في موستانغ في الولايات المتحدة.

## وصلات خارجية
- جوش كوبر على موقع مرجع كرة القدم المحترفة.كوم (الإنجليزية)